# Miconia bordoncilloana
Miconia bordoncilloana är en tvåhjärtbladig växtart som beskrevs av Gustavo Lozano-Contreras och Morales-p.. Miconia bordoncilloana ingår i släktet Miconia och familjen Melastomataceae.
Artens utbredningsområde är Colombia. Inga underarter finns listade i Catalogue of Life.